# کاتا ترک
کاتا ترک (به ازبکی: Katta Turk) یک منطقهٔ مسکونی در ازبکستان است که در ولایت فرغانه واقع شده‌است.